# Edward Hennig
Edward Hennig (n. 13 octombrie 1879, Cleveland, Ohio, SUA – d. 28 august 1960, Cleveland, Ohio, SUA) a fost un gimnast artistic ce a reprezentat Statele Unite ale Americii, medaliat olimpic. A participat la o ediție a Jocurilor Olimpice (1904) în care a câștigat două medalii de aur.